# Jota Draconis
Jota Draconis (Edasich) – gwiazda położona w gwiazdozbiorze Smoka. Posiada jedną odkrytą planetę.

## Nazwa
Tradycyjna nazwa gwiazdy, Edasich, wywodzi się od arabskiego ‏الضبع‎ Al Ḍhiba᾽, co oznacza „samca hieny”. Znany jest także wariant tej nazwy, Eldsich. Nazwa Edasich została w 2015 roku formalnie zatwierdzona przez Międzynarodową Unię Astronomiczną.

## Właściwości fizyczne
Masa gwiazdy wynosi około 1,4 masy Słońca, a jej promień to 12,8 promienia Słońca. Temperatura efektywna na powierzchni wynosi około 4445 K.
Jest to pomarańczowy olbrzym, który zakończył syntezę helu w jądrze i jego jasność rośnie.

## Układ planetarny
Wokół Joty Draconis krąży planeta-olbrzym odkryta 8 stycznia 2002 roku, Hypatia (Jota Draconis b). Była to pierwsza odkryta planeta okrążająca olbrzyma. Nazwa została jej nadana w 2015 roku.